# الدوري التنزاني الممتاز 2023–24
الدوري التنزاني الممتاز 2023–24 (المعروف باسم الدوري الممتاز NBC لأسباب الرعاية) كان الموسم التاسع والخمسين من الدوري التنزاني الممتاز، دوري كرة القدم من الدرجة الأولى في تنزانيا (البر الرئيسي فقط)، منذ إنشائه في عام 1965. بدأ الموسم في 15 أغسطس 2023 وانتهى في 28 مايو 2024.
تأهل الفائزون ( يانغ أفريكانز، الفائز بالدوري للمرة الثالثة على التوالي والـ27 في تاريخه) والوصيف (عزام) إلى دوري أبطال إفريقيا. فيما تأهل الفريقان صاحبا المركزين الثالث والرابع (سيمبا وكوستال يونيون [الإنجليزية]) إلى كأس الكونفدرالية. تأهل الفريقان اللذان احتلا المركزين الثالث عشر والرابع عشر (جيه كيه تي تنزانيا وتابورا يونايتد [الإنجليزية]) إلى المباريات الفاصلة للدوري التنزاني الممتاز، حيث فازا واحتفظا بمكانيهما في الدوري. نزل الفريقان الأخيران (غيتا غولد ونادي سكر مطيبوا [الإنجليزية]) إلى دوري البطولة التنزاني 2024-25.

## الفرق
تكون الدوري من 16 فريقًا؛ أفضل 13 فريقًا من الموسم السابق، وثلاثة فرق صاعدة من دوري البطولة التنزاني. دخل فريق يانغ أفريكانز الموسم بصفته حامل اللقب (للموسم الثاني على التوالي)، وحصد لقبه السادس والعشرين في الدوري الممتاز خلال الموسم السابق.
تم ترقية فريق جيه كيه تي تنزانيا وتابورا يونايتد [الإنجليزية] كأبطال ووصيفين لدوري البطولة التنزاني 2022-23، ليحلوا محل الفريقين الأخيرين في الدوري التنزاني الممتاز 2022-23 (بوليسي موروجورو [الإنجليزية] وروفو شوتينغ [الإنجليزية]). كما صعد فريق ماشوجا صاحب المركز الرابع في البطولة بعد فوزه على فريق مبيا سيتي [الإنجليزية] صاحب المركز الرابع عشر في الدوري الإنجليزي الممتاز في مباراة فاصلة بالدوري التنزاني الممتاز ليحتل مكانه في الدوري.